# Fiordo Agostini
Il fiordo Agostini (in spagnolo Seno Agostini) è un fiordo del Cile nella Terra del Fuoco.
Il fiordo Agostini separa due rami della Cordillera Darwin, il Cordón Navarro a sud-ovest e la catena montuosa che comprende il Monte Buckland a nord-est. Prende il nome dall'esploratore italiano Alberto Maria de Agostini e si trova all'interno del parco nazionale che porta il suo nome.
Il fiordo è interamente coperto di ghiaccio. È collegato al canale della Magdalena attraverso il seno Keats.
Sul fiordo si affacciano alcune delle cime più aspre del Cile meridionale.
L'area intorno a Seno Agostini è costituita principalmente da prateria. L'area intorno a Fiordo Agostini è poco popolata, con meno di due abitanti per chilometro quadrato.